# Aartselaar
Aartselaar és un municipi belga de la província d'Anvers a la regió de Flandes. Limita al nord-oest amb Hemiksem, al nord amb Anvers, al nord-est amb Edegem, a l'oest amb Schelle, a l'est amb Kontich, al sud-oest amb Niel i al sud amb Rumst.

## Evolució demogràfica
- Font:NIS

## Agermanament
- Tànger